# Snowville, Virginia
Snowville är en så kallad census-designated place i Pulaski County i Virginia. Vid 2020 års folkräkning hade Snowville 125 invånare.